# Szerwin Hadżipur
Szerwin Hadżipur (pers. شروین حاجی‌پور, ang. Shervin Hajipour; ur. 3 marca 1997 w Babolsarze) – irański kompozytor, aranżer i piosenkarz. W 2023 został laureatem nagrody Grammy za piosenkę Baraje (pers. برای, pol. Za), która zyskała ogromną popularność oraz już w pierwszych dniach po premierze stała się jednym z symboli protestów w Iranie; utwór został nominowany w kategorii najlepszej piosenki na rzecz zmian społecznych.

## Życiorys
W wieku ośmiu lat rozpoczął naukę gry na skrzypcach, następnie ukończył kilka kursów muzycznych. W szkole średniej zajął się zawodowo komponowaniem. Studiował ekonomię na Uniwersytecie Mazandarańskim; wówczas zaczął muzykę dla spektakli teatralnych, następnie rozpoczął karierę piosenkarza.
W 2019 roku Hadżipur wziął udział w Asr-e Dżadid (pers. عصر جدید, pol. Nowa era)  – irańskim muzycznym programie telewizyjnym typu talent show; dotarł w nim do finału drugiej rundy.
W reakcji na falę protestów w Iranie po śmierci 22-letniej Mahsy Amini Hadżipur napisał piosenkę Baraje; tekst został ułożony z postów na Twitterze, wyrażających pragnienia i niepokoje Irańczyków oraz zaczynających się od słowa Baraje. Teledysk utworem został opublikowany dnia 27 września 2022 na swoim profilu na Instagramie. W ciągu zaledwie dwóch dni uzyskał on 40 milionów odsłon.

### Zatrzymanie
Dnia 29 września 2022 roku został zatrzymany przez irańskie służby bezpieczeństwa.; funkcjonariusze Korpusu Strażników Rewolucji Islamskiej zmusili go do usunięcia teledysku z Internetu. Podczas jego pobytu w areszcie, wielu użytkowników mediów społecznościowych podjęło starania, by wysunąć kandydaturę piosenki Baraje do Nagrody Grammy w kategorii najlepszej piosenki na rzecz zmian społecznych.
4 października 2022 został zwolniony z aresztu za kaucją.